# الکساندر پترسون
الکساندر پترسون (انگلیسی: Alexander Petersson؛ زادهٔ ۲ ژوئیهٔ ۱۹۸۰) از برندگان مدال‌های بازی‌های المپیک تابستانی و بازیکن هندبال اهل ایسلند است.